# 惠济良
惠济良主教（法語：Auguste Haouissée，1877年10月1日—1948年9月8日）是一位法国罗马天主教耶稣会会士，在中国上海担任南京代牧区（1931年-1933年）、上海代牧区（1933年-1946年）和天主教上海教区（1946年-1948年）的主教。
1877年10月1日，惠济良出生于法国布列塔尼地区的埃物朗（Évran），1896年入耶稣会修道。1903年前往中国上海徐家汇，继续攻读哲学、神学。1910年6月10日祝圣为耶稣会神父，此后先后在浦东、海门等地传教，任震旦大学法语教师，以及徐家汇修院院长（1925-1928年）。
1928年6月25日，罗马教廷任命惠济良为南京宗座代牧区辅理主教，10月3日，由天主教献县教区主教、耶稣会士刘钦明（Henry Lécroart）祝圣，天主教烟台教区主教罗汉光（Adéodat-Roch Wittner，方济各会）、天主教宁波教区主教戴安德（André-François Defebvre，遣使会）襄礼。1931年5月13日，姚宗李（Próspero París）主教去世，惠济良接任南京代牧区主教一职。
1933年12月13日，教宗庇护十一世将南京代牧区分为南京和上海2个代牧区，惠济良留在上海，继续担任上海代牧区主教；无锡以西划给南京代牧区，主教为中国人于斌。
1946年4月11日，教廷在中国实行圣统制，惠济良成为天主教上海教区首任正权主教。
1948年9月8日，惠济良在上海去世，享年70岁。惠济良去世后，上海教区主教空缺。1950年7月15日，苏州教区主教龚品梅兼任上海教区主教。